# برک (نهبندان)
برک روستایی قدیمی در  بخش سرداران شهرستان نهبندان استان خراسان جنوبی ایران است.موقعیت جغرافیایی روستای برک در ۱۲۵ کیلومتری جنوب غربی بیرجندو 95 کیلومتری شمال غربی نهبندان واقع است. موقعیت برک : ۳۲ ° ۴ ’ ۲۲ ٫ ۵۳ ″N و ۵۹ ° ۲۵ ’ ۲۸ ٫ ۴۲ ″E می باشد ارتفاع روستا از سطح دریا ۱۸۲۰ متر می باشد این روستا ازجنوب غربی به کوه سیه کمر از طرف شمال لاخ برک وازطرف مشرق به لاخ گل کن محصور شده است وجه تسمیه واژه برک در فرهنگ معین چنین توصیف شده است ۱ -برک= ستاره سهیل ۲ -برک ۱ -نوعی پارچه ی ضخیم که درخراسان از پشم شتر یا کرک بز بادست می بافند و از آن جامه زمستانی می أوزند ۲ -قسمتی از گلیم ۳ -جامه ی کوتاهی که مردم گیلان می پوشند. با توجه به وجود بز و شتر و نوع آب وهوای سرد وخشک در زمستان همان توضیح لباس ضخیم برا ی نامگذاری برک مناسبتر است تاریخچه قدمت برک مشخص نیست اما با توجه به وجود قبرستان زرتشتیان در روستاهای اطراف ؛این منطقه از قدمت زیادی برخوردار است. از حدود ۴۰۰ سال پیش به این طرف تاریخچه یی قابل اعتنا دارد آب و هوا آب و هوای برک گرم وخشک است فصل بهار به علت رشد ونمو گیاهان مرتعی سرسبز و زیباست فصل تابستان گرم سوزان است بادهای ۱۲۰ روزه سیستان حدود ۵۰ روز باشدت و ضعف می وزد اکثرروزهای تابستان دمای هوا بالای ۳۵ درجه است.و حداقل نیمی از روزهای هفته گرد وغبار دارد .شبها دمای هوا بین ۱۵ تا ۲۰ درجه نوسان دارد. فصل پاییز هوای سرد وخشک هدیه می دهد.برگ ریزان سریع اتفاق می افتد زمستان خیلی سرد است بارش باران اندک است .برف در سالهای اخیر شاید سالی یکبار برک را سفید پوش کند. قنات برک طول این قنات ۱۵۰۰ متر است، تعداد ۶۰ میله چاه دارد و عمق مادرچاه این قنات ۱۱ متر می‌باشد. دبی این قنات ۲۵ لیتر بر ثانیه است. دوره سهم آب چهارده شبانه روز است هر بیست و چهار ساعت یک شبانه روز-دوازده ساعت یک تاقه و هر شش ساعت یک نیمروز تقسیم بندی شده است واحد سهم آب در زبان محلی خُمّه است که بر اساس آن هر ۲۵ خمه یک تاقه است وهر ۵۰ خمه یک شبانه روز است تعداد مالکان این قنات ۸۰ نفر می‌باشد و اراضی تحت کشت این قنات ۲۰ هکتار می‌باشد. از مهمترین جاذبه های توریستی روستای برک، غار بووک، کل اسب و تنوره است. زبان مردم روستا فارسی با گویش محلی (برکی) بوده که در میان ساکنان روستاهای همجوار نیز مشابهت بسیار دارد. عمده فعالیت مردم روستای برک دامداری بوده که به دلیل خشکسالی های سه دهه اخیر از جمعیت دام مولد به طرز چشمگیری کاسته شده است.

## جمعیت
بر پایه سرشماری عمومی نفوس و مسکن در سال ۱۳۹۵ جمعیت این روستا ۱۹۳ نفر (۶۶خانوار) بوده‌است.
این روستا در ۱۲۵ کیلومتری جنوب غربی بیرجند و ۹۵کیلومتری شمال غربی نهبندان واقع است. ارتفاع روستا از سطح دریا ۱۸۲۰ متر می‌باشد،